# Grand Comics Database
Die Grand Comics Database (GCD) ist eine Comic-Datenbank im Internet, deren Inhalte von den Benutzern zusammengetragen werden. Das Projekt katalogisiert etwa Informationen zu Ausgaben, Erscheinungsdatum, Inhalt, Titelseiten und Urhebern rund um Comics und stellt diese online frei zur Verfügung. Ziel der Organisation ist es möglichst umfassend alle weltweit gedruckten Comics zu dokumentieren.

## Entwicklung
1977 wurde die Amateur Press Alliance for Indexing (APA-I) unter anderem von Gene Reed und Mike Tiefenbacher gegründet, um ein durch die Mitglieder gepflegtes Comicarchiv zu etablieren. Unterstützt durch die Mitglieder der APA-I entstand etwa der Katalog Golden Age Comic Books Index 1935 – 1955 von Howard Keltner. Robert Klein und Tim Stroup, beide damals Mitglieder der APA-I, gründeten 1994 die GCD als Ableger, mit dem Ziel ein elektronisches Archiv aufzubauen. Ursprünglich sollte die Datenbank nur englischsprachige Titel, insbesondere aus Nordamerika, beinhalten. Kurz nach der Gründung schlossen sich Jon Ingersoll, Tim Tjarks und Gene Reed dem Projekt an. Anfangs wurden die Informationen zwischen den ursprünglich zehn Mitgliedern noch auf physischen Datenspeichern zum Teil per Post ausgetauscht. Mit dem Beitritt des Norwegers Jon Løvstad wurde das Projekt um die Website erweitert. 1997 ging die Datenbank online; im darauffolgenden Jahr zog die GCD auf die bis heute aktuelle Domain comics.org um. Løvstad betrieb bis zum Neustart im Jahr 2009 die Website der GCD.
Ziel der Datenbank ist es alle weltweit gedruckten Comics möglichst umfassend zu dokumentieren, erfasst werden zum Beispiel Informationen zu Ausgaben, Erscheinungsdatum, Inhalt, Titelseiten und Urhebern. Als Comic definiert die GCD Werke, deren Zeichnungen maßgeblich zu Inhalt und Geschichte beitragen oder deren Inhalt mindestens zur Hälfte aus Illustrationen besteht. Deswegen finden sich neben Einträgen zu Comics auch welche zu etwa Mal- und Kinderbüchern in der Datenbank. Im September 2000 umfasste der Datensatz etwa 60.000 Comics aus 13 Ländern in 9 Sprachen. Am 25. Dezember 2006 überschritten die im Index der GCD erfassten Titel die Marke von 100.000 Comics. Mit dem Cover der Ausgabe 248 von Captain America umfasste das Archiv der GCD 300.000 gescannte Titelbilder. Der Eintrag erfolgte am 18. Oktober 2010. Am 25. August 2014 erreichte das Projekt 20 Jahre nach der Gründung 1 Million erfasste Ausgaben aus über 50 Ländern. Zu dieser Zeit trugen seit 1994 um die 1000 Nutzer aus 53 Ländern zur GCD bei. Etwa zwei Jahre später war die Anzahl der erfassten Ausgaben auf über 1,3 Millionen angewachsen. Im Juni 2024 umfasste die Comic-Datenbank Informationen zu rund:
- 16.400 Verlage
- 74.800 Personen
- 203.000 Comicserien
- 2.053.000 Ausgaben
- 1.219.000 Titelbildern

## Organisation
Bei der GCD handelt es sich um eine werbefreie Internetpräsenz und eine spendenfinanzierte 501(c) Non-Profit-Organisation mit Sitz in Arkansas. Auf die Internetseite kann neben Englisch auch in Deutsch, Niederländisch und Schwedisch zugegriffen werden. Die Datenbank wird von ihren Mitgliedern ehrenamtlich gepflegt und der Inhalt fortlaufend erweitert. Die GCD wird durch ein gewähltes Vorstandsgremium offiziell vertreten. Zusätzlich obliegen dem Gremium administrative und organisatorische Aufgaben. Die Wahl von mindestens vier der neun Vorstandsmitglieder erfolgt jährlich, jeder Vorstand tritt für zwei Jahre an.